# Adamello Ski

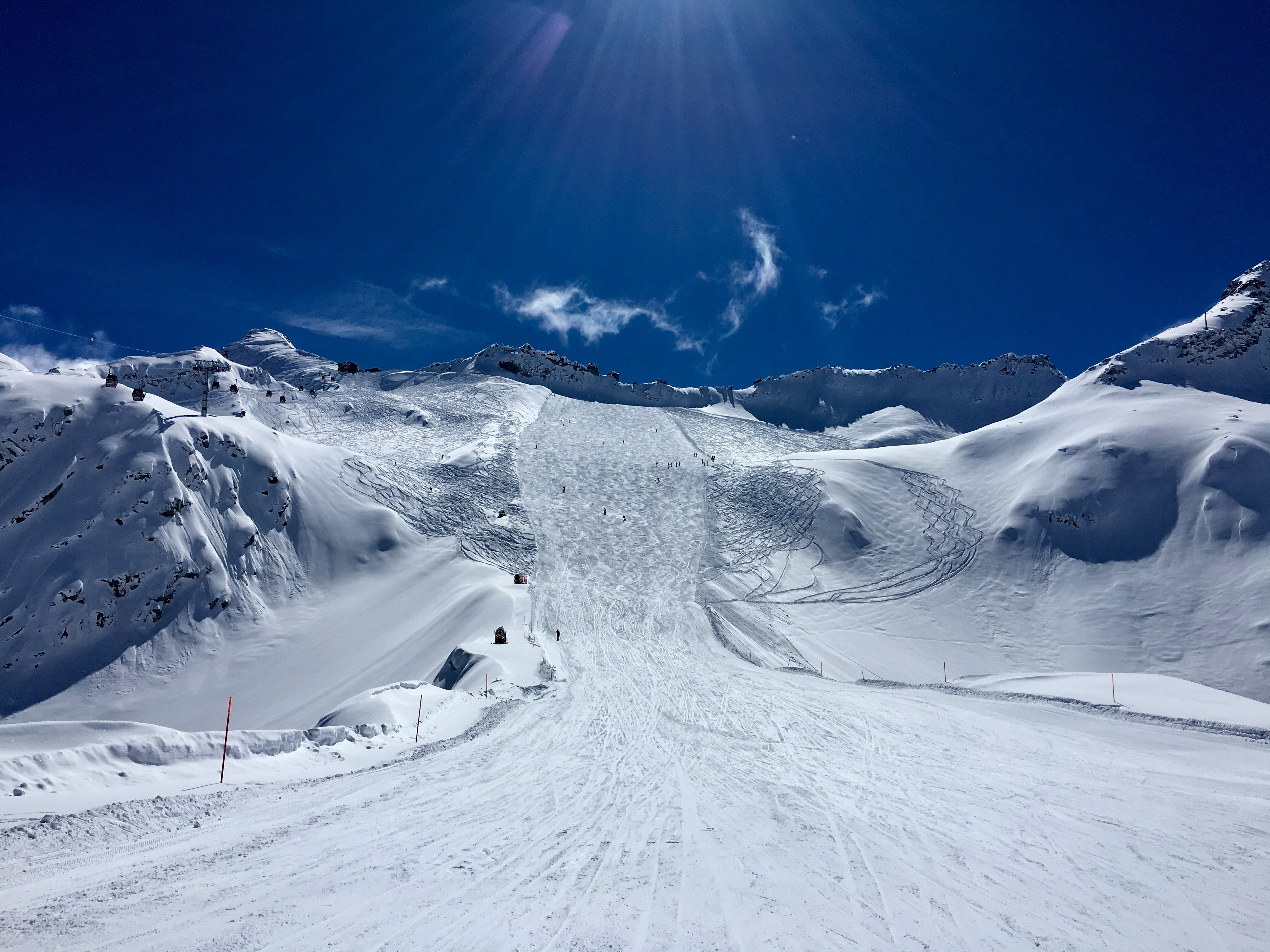
Ghiacciaio Presena

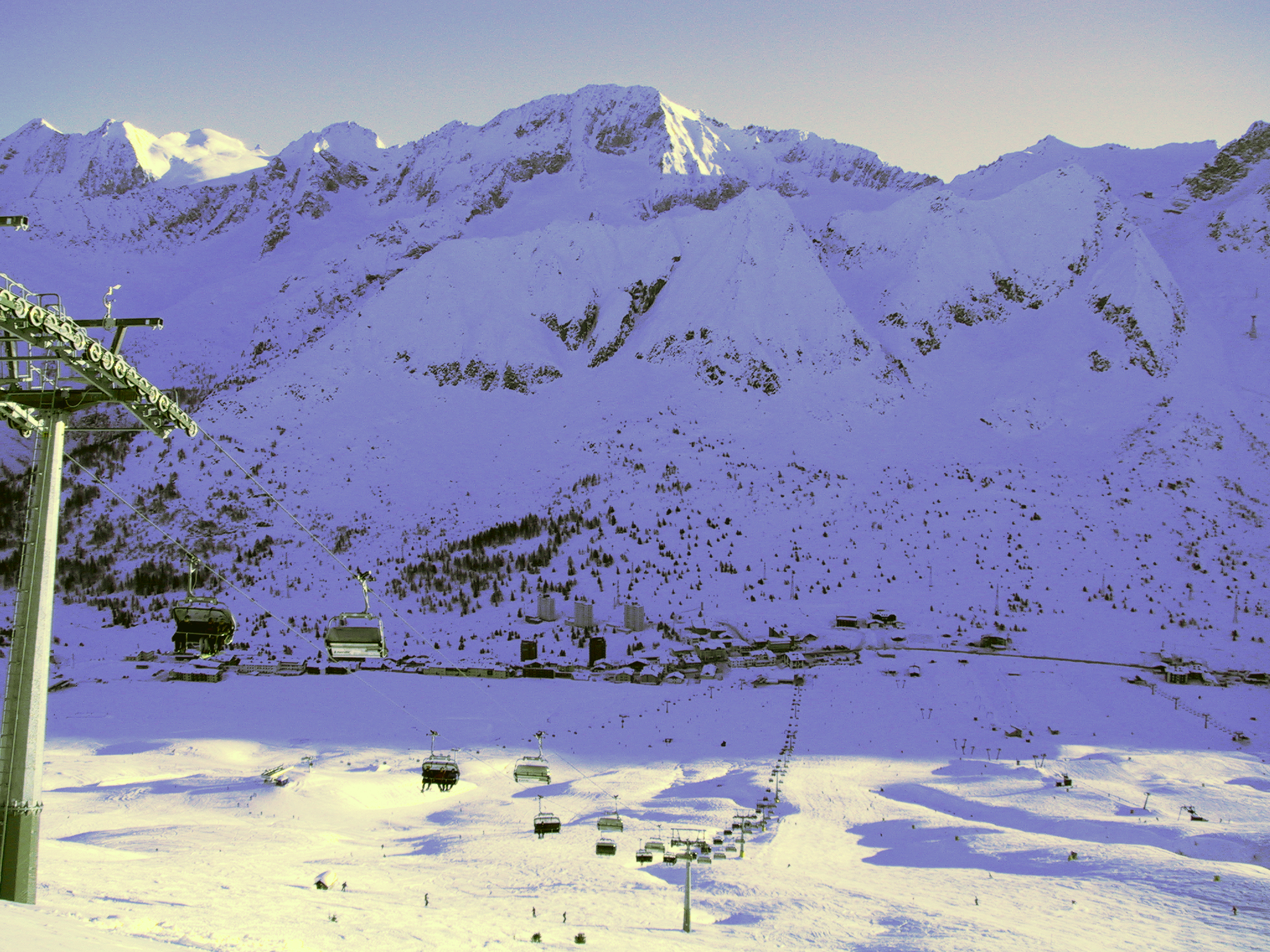
Passo del Tonale

Adamello Ski è un comprensorio sciistico italiano situato a cavallo tra Lombardia e Trentino-Alto Adige, comprendente le località sciistiche di Passo Tonale-Ghiacciaio Presena e di Temù-Ponte di Legno. Le piste misurano complessivamente 100 km e sono tutte collegate tra loro tramite moderni impianti di risalita.

## Organizzazione
Ad inizio 2009, Adamello Ski ha cambiato il proprio statuto permettendo che la turnazione di presidenza sia accessibile anche ai comuni di Vermiglio, Ponte di Legno, Temù e Vezza d'Oglio, e a due associazioni albergatori (Associazione Albergatori Alta Val Camonica e Associazione Albergatori Tonale), oltre all'Associazione Pubblici Esercizi di Pontedilegno e le scuole - sci (Scuola di sci Pontedilegno-Tonale e Scuola di sci Tonale-Presena e anche la Pontedilegno Ski School). 